# Пестушко, Максим Викторович
Максим Викторович Пестушко (9 февраля 1985, Набережные Челны, СССР) — российский хоккеист, нападающий.

## Карьера
Воспитанник нижнекамского хоккея. Начал карьеру в 2003 году в составе родного «Нефтехимика». Спустя некоторое время стал одним из основных нападающих клуба, за пять сезонов набрал 78 (33+45) очков в 247 матчах. 30 мая 2008 года подписал двухлетнее соглашение с московским «Динамо», где за 63 матча набрал 32 (15+17) очка. 5 октября 2009 года был обменян обратно в Нижнекамск. 28 мая 2010 года руководство клуба продлило контракт ещё на два года, сделав его капитаном команды.

### Сборная
В составе сборной России Максим Пестушко принимал участие в матчах Еврохоккейтура в сезоне 2007/08.

## Статистика
| Легенда | Легенда                    | Легенда | Легенда                   | Легенда | Легенда    |
| ------- | -------------------------- | ------- | ------------------------- | ------- | ---------- |
| И       | Количество проведённых игр | Штр     | Штрафное время            | +/−     | Плюс-минус |
| Г       | Голы                       | П       | Голевые передачи          | О       | Очки       |
| -       | Статистика неизвестна      | —       | Статистика не учитывалась |         |            |